# Vibrato
Vibrato er en effekt, der bruges inden for musik. Effekten består i, at tonen ændres med en regelmæssig pulseren. Vibrato bruges til at tilføje et større udtryk til vokal- eller instrumentalmusik. Vibrato bliver typisk karakteriseret i forhold til to faktorer: størrelsen af udsvinget i tonen; og den hastighed med hvilken tonen varieres.

## Teknik
Ikke alle instrumenter kan producere vibrato, da nogle har statiske toner, som ikke kan varieres i tilstrækkelig grad. De meste percussion er eksempler herpå, ex. xylofonen.

### Tasteinstrumenter
Selvom de fleste tasteinstrumenter ikke kan producere vibrato, har man på nogle typer af orgler mulighed for at fremkalde effekten ved at ændre det lufttryk, strømmer gennem rørene, eller via forskellige mekaniske anordninger (se Hammondorgel som eksempel). Klavichordet er, selvom det teknisk set er et statisk-tone tasteinstrument, i stand til at lave en type vibrato kendt som Bebung ved at variere trykket på tasten mens tonen lyder. Nogle digitale keyboards kan producere en elektronisk vibratoeffekt, enten ved tryk på tasterne eller ved at bruge et joystick eller en anden form for MIDI-controller.

### Strengeinstrumenter
På et strengeinstrument kan man skabe en vibratoeffekt ved at glide den finger, der bruges på gribebrættet op og ned af strengen.
Et stort vibrato – endda heltonesvibrato – er almindeligt brugt blandt udøvere af elektrisk guitar. Denne effekt kan både skabes ved bevægelse af fingeren frem og tilbage, som beskrevet ovenfor, eller ved at benytte en tremoloarm (en stang der justerer strengenes stramhed).

### Blæseinstrumenter
Musikere, der spiller blæseinstrumenter, skaber generelt vibrato ved at justere deres luftstrøm. Dette kan opnås enten ved mavevibrato, marginal pulseren af mellemgulvet op og ned, eller ved halsvibrato, en variation af stemmebåndets anspændthed for at menipulere lufttrykket ligesom sangere gør. Nogle blæseinstrumentalister bruger dog også andre teknikker: Saxofonister skaber eksempelvis vibrato ved gentagende med små bevægelser at bevæge deres kæbe op og ned.
For hvert medlem af blæseintrumenterne er der i tidens løb kommet en tradition for brugen af vibrato. For de fleste instrumenters vedkommende har vibratoet vundet stærkt frem (fx for tværfløjten, hvor de engelske og tyske fløjtenister var fortalere for et vibratofrit udtryk, men hvor den Franske Skole med det udbredte vibrato endte med at dominere). Der er dog en klar undtagelse: Klarinetister spiller meget sjældent med vibrato, men hvis de gør, er saxofonmetoden den mest anvendte grundet ligheden mellem mundstyk og blad for saxofon- og klarinetfamilierne.

### Messingblæsere
Messingblæsere kan producere et vibrato ved varsomt at ryste deres instrument, hvilket ændrer trykket af mundstykket mod læberne. Alternativt kan embouchuren ændres med hurtige bevægelser, hvilket "bøjer" tonen. På en trombone kan instrumentalisten frembringe et mere tydeligt vibrato ved at bevæge trækket frem og tilbage.

### Autovibrato
Nogle instrumenter kan kun spilles med et konstant mekanisk vibrato (eller slet ikke noget). Her kan især nævnes elektriske orgler ved brug af Leslie-højttaler. Vibrato på en theremin, som er et kontinuerligt tonevariabelt instrument uden "stop", kan svinge fra delikat til overdrevent og tjener ofte til at skjule de små tilrettelser i tonen, som instrumentet kræver.